# Ривас, Гильермо
Гильермо Ривас Ровлатт, более известный как «Эль Боррас» (исп. Guillermo Rivas Rowlatt, mas conocido como El Borras) (25 декабря 1926, Мехико, Мексика — 19 марта 2004, там же) — мексиканский актёр, внёсший огромный вклад в развитие мексиканского кинематографа, 127 ролей в кино и телесериалах.

## Биография
Родился 25 декабря 1926 года в Мехико. В мексиканском кинематографе дебютировал в 1956 году и с тех пор снялся в 127 работах в кино и телесериалах. В одном из фильмов (Лос-Беверли-де-Перальвилло) он сыграл роль Борраса, безрассудного таксиста, который не учёл своих действий. Это имя так вдохновила актёра, что тот решил взять себе сценический псевдоним — «Эль Боррас».

### Последние годы жизни
В последние годы жизни у актёра были серьёзные проблемы с лёгкими и печенью, лечение увы не принесла никаких результатов.
Скончался 19 марта 2004 года в Мехико от гепатита и пневмонии.

## Личная жизнь
Гильермо Ривас женился на актрисе Лупе Андраде. В этом браке родились трое детей.

## Фильмография

### Телесериалы
- 1958 — Гутьерритос
- 1959 — Тайна
- 1965-68 — Я — шпион — Эстебан.
- 1985-2007 — Женщина, случаи из реальной жизни
- 1991 — Эгоистичные матери — Бонифацио «Бони» Сальгадо.
- 1994-96 — Полёт орлицы — Эстебан Арагон.
- 1996 — 
  - Ложь во спасение — Падре Роке.
  - Марисоль — Дон Томас.
- 1997 — Мария Исабель[исп.] — Падре Сальвадор.
- 1998 — Ложь — Профессор Агирре.
- 2000-01 — Личико ангела
- 2002-03 — Да здравствуют дети! — Эладио.

### Фильмы
- 1959 — Гутьерритос — Директор издательства.